# Нуль поста
Нуль поста (рос. нуль поста, англ. datum, zero of gauge, нім. Pegelhauspunkt m, Pegelnullpunkt m) — умовний (базовий) рівень, від якого відраховують висоти рівня моря в даній точці. Наприклад, у Радянському Союзі для досягнення безпеки мореплавства та унфікації рівнів води був введений так званий «нуль поста моря» — єдиний нуль, позначка якого всюди була прийнята такою, що дорівнює 5,000 метрів в Бальтійській системі.
Нуль поста — висота, при якій встановлюється нульовий датчик рівня води відносно загальної бази.
Нуль графіка гідрологічного поста — умовна горизонтальна площина порівняння, яка приймається за нуль відліку при вимірюванні рівня води на гідрологічному посту.